# Aquiles Lisboa
Aquiles de Faria Lisboa (Cururupu, 28 de setembro de 1872 — São Luís,18 de abril de 1951) foi um médico, político e cientista brasileiro.
Aquiles Lisboa foi governador do Maranhão e prefeito de Cururupu, além de médico e diretor do Jardim Botânico do Rio de Janeiro.
Considerado o pioneiro no tratamento da hanseníase no Maranhão, foi condecorado pela Assembleia Legislativa do Maranhão com um selo comemorativo, a ser usado em toda correspondência oficial daquela casa legislativa.

## Obras
- O Serviço do algodão e o seu insucesso (1916)
- Discursos (1918)
- O posto socorro médico aos ulcerados (1919)
- Em torno da questão da pesca no município de Cururupu (1920)
- Questão de Interesse Público (1921)
- A Nova Escola (1922)
- Pela Honra do Maranhão (1925)
- Em defesa do regime pervertido e do Maranhão arruinado (1926)
- Profilaxia da tuberculose (1949)
- A penúria dos sábios alemães e austríacos (s/d)
- Oswaldo Cruz (s/d)
- A lavoura e a guerra (s/d)
- Bilharziose ou esquistossomose (s/d)
- Da mestiçagem vegetal e suas leis (s/d)